# Schouwburg van Vingboons

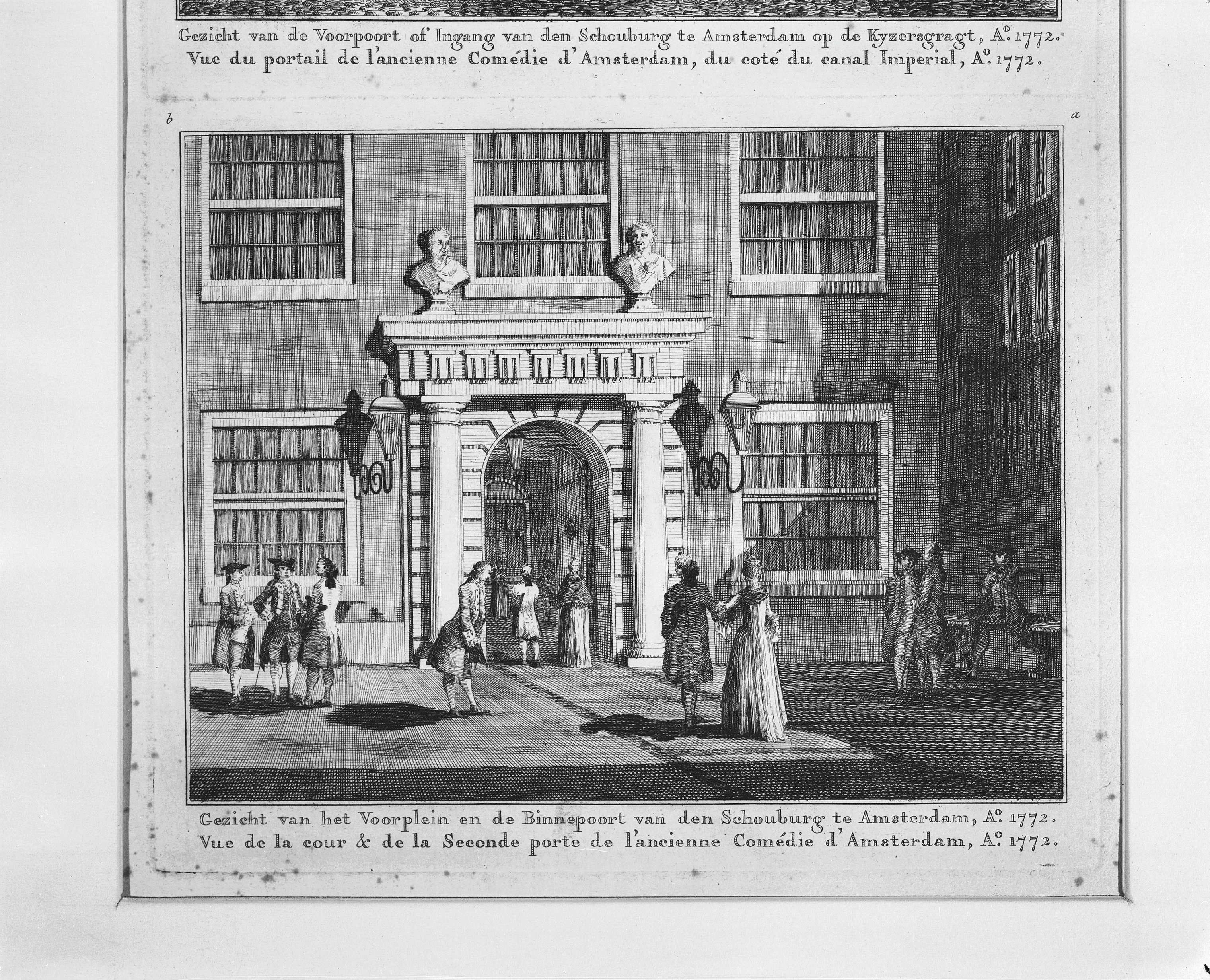
Voorplein met ingang in 1772

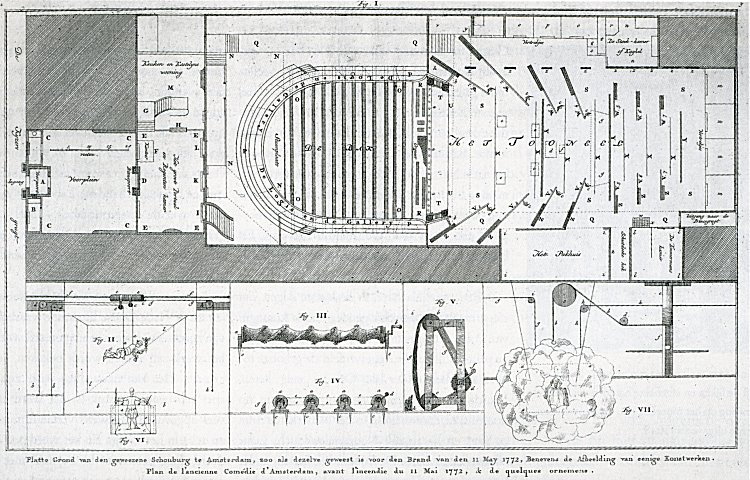
Plattegrond van de Schouwburg van Vingboons: boven de zaal en het toneel, onder enkele van de toneelmachines (prent 18e eeuw, auteur onbekend)

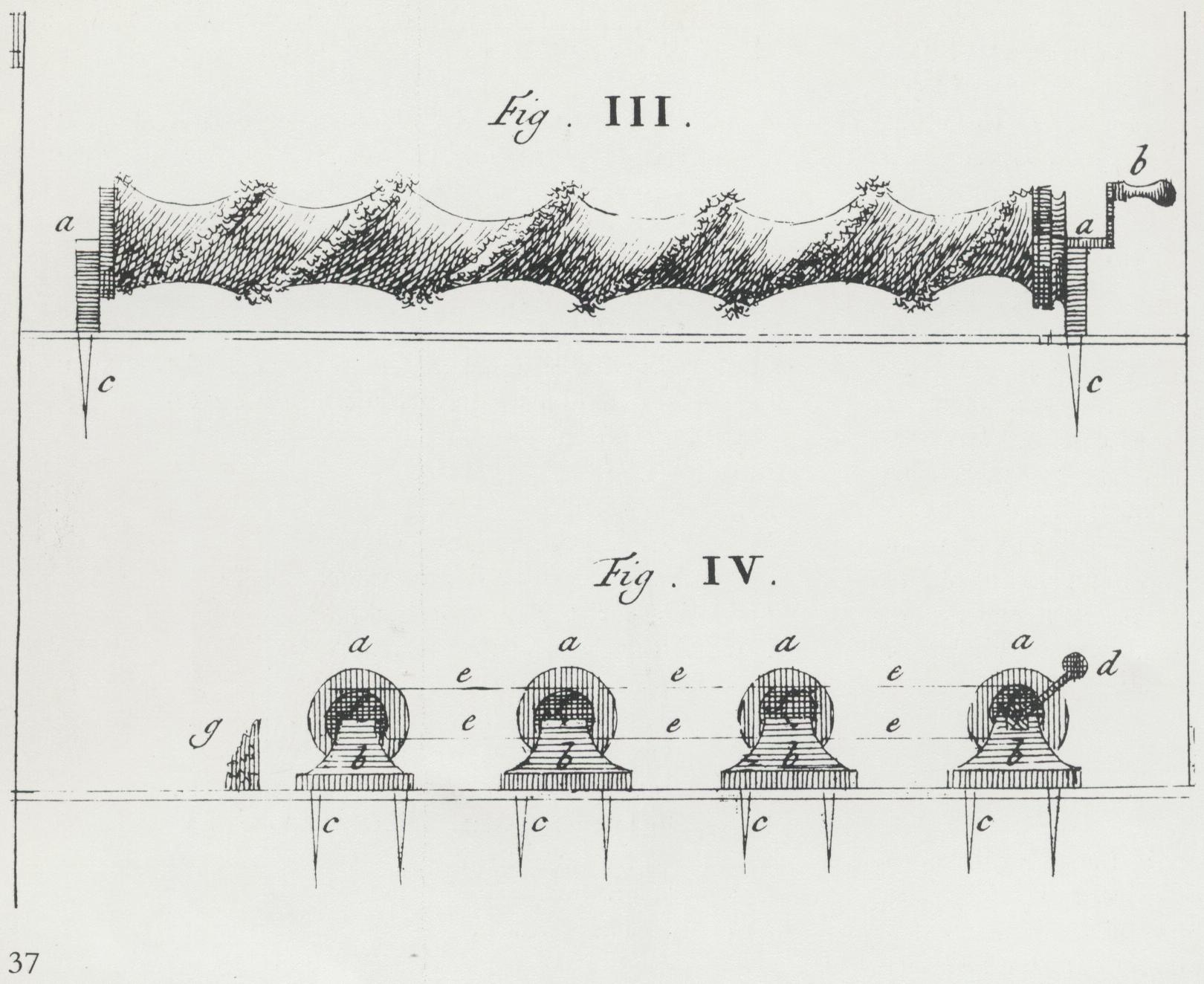
De 'zeemachine'

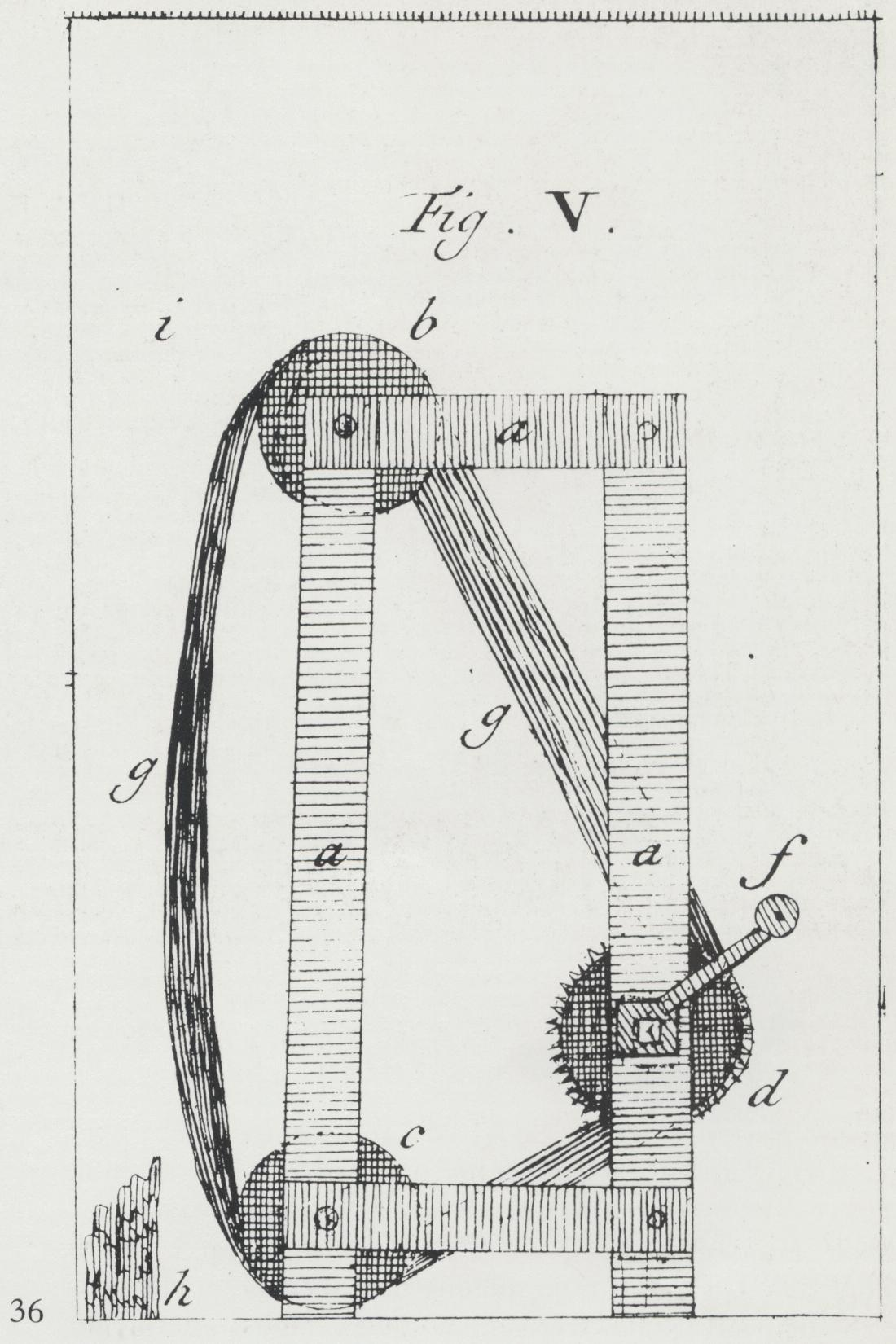
De 'watervalmachine'

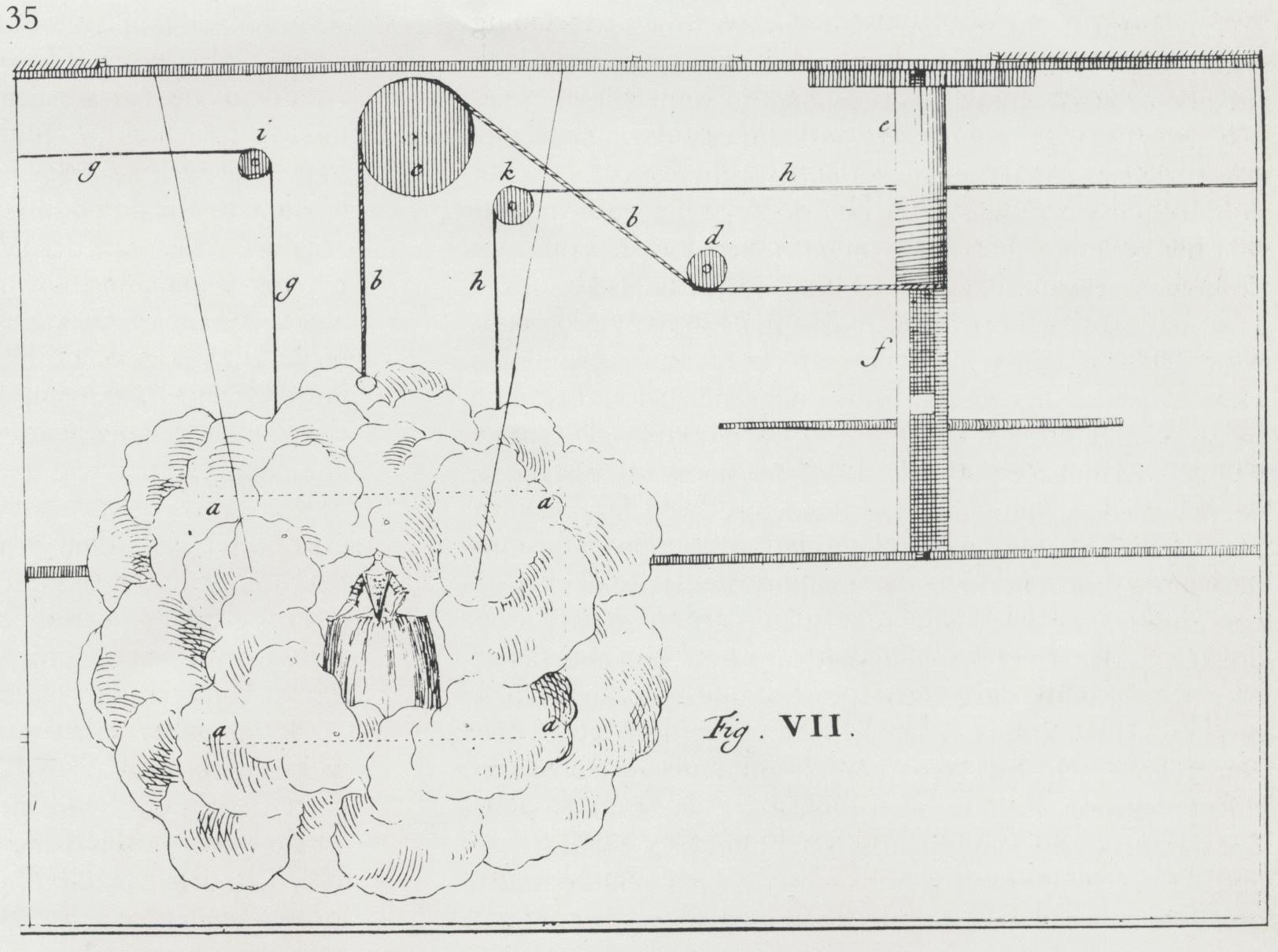
De 'Wolkmachine'

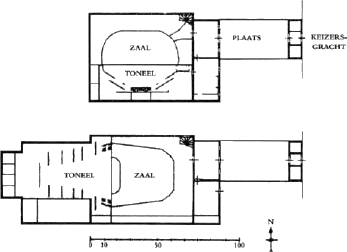
Reconstructie plattegrond van de oude (boven) en nieuwe (onder) Schouwburg, Ottenheym (1989) 140.

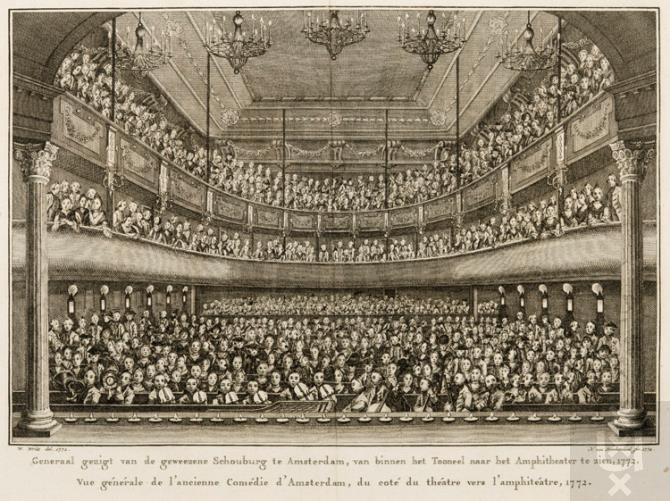
Schouwburg van Vingboons vanaf de richting van het toneel gezien

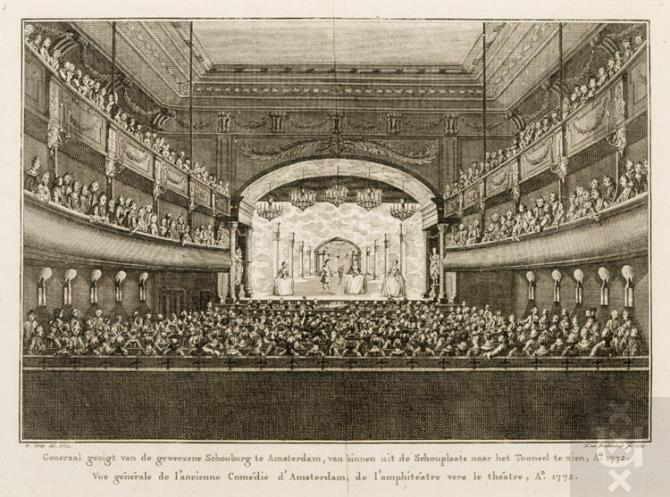
Schouwburg van Vingboons vanuit de richting van de zaal gezien

De Schouwburg van Vingboons was een uitbreiding van de oorspronkelijk door Jacob van Campen ontworpen Stadsschouwburg van Amsterdam. Het nieuwe gebouw was ruim twee keer zo groot en opgezet naar het voorbeeld van de nieuwste theaters uit Italië en Frankrijk. In 1772 brandde de Schouwburg volledig af en werd een andere locatie op het Leidseplein in gebruik genomen.

## Voorgeschiedenis
Lange tijd heeft de Schouwburg van Van Campen een belangrijke culturele en sociale functie in Amsterdam vervuld. Als de enige officiële toneelinstelling in de Verenigde Provinciën was de Schouwburg een pronkstuk voor de stad en het centrum van een invloedrijk cultureel-economisch netwerk Toch bleek op den duur de oorspronkelijke opzet van het theater achterhaald. Het gebouw had niet de capaciteiten om aan de alsmaar groeiende behoefte aan spektakelstukken te kunnen voldoen. Bovendien was het niet geschikt voor de opvoering van Italiaanse opera's. Volgens schouwburghoofd Tobias van Domselaer was het podium niet alleen te breed en te ondiep, ook de wijze waarop van decor gewisseld kon worden liet te wensen over. Vanaf 1637 werden voor het eerst publieke opera's gespeeld waarna het zich via de rest van Italië over heel Europa verspreidde. Deze werden in moderne U-vormige theaters vertoond, waarbij veelvuldig gebruik werd gemaakt van decors, machines en effecten. Het is goed mogelijk dat de schouwburghoofden op de hoogte waren van deze laatste trend en vervolgens aan het stadsbestuur hebben voorgesteld om het gebouw op dergelijke wijze te laten verbouwen. De Amsterdamse Schouwburg moest een theater met internationale allure worden, dat zich kon meten met de nieuwste theaters in Parijs en Venetië. In 1663 besloten de regenten van de Oudemanhuispoort en het Burgerweeshuis dan ook om de Schouwburg grondig te laten verbouwen. Uiteindelijk kreeg de Amsterdamse architect Philip Vingboons in november 1663 de opdracht om de verbouwing van de Schouwburg op zich te nemen.

## De verbouwing en inrichting van de Schouwburg
Vingboons heeft de oorspronkelijke schouwburg aanzienlijk aangepast en uitgebreid. Als de assistent van Van Campen had Vingboons in 1637 de plattegronden voor de oude Schouwburg vervaardigd en was daarmee dus al goed bekend met de eigenschappen en bijzonderheden van het gebouw. Rond maart 1664 begonnen de werkzaamheden en bleef de schouwburg gedurende een jaar dicht. Om toch tijdens de verbouwing nog inkomsten voor de twee godshuizen te genereren werd een loods aan het Droogbak als tijdelijk theater in gebruik genomen, hoewel dit, gezien de zeer lage recettes van die periode, waarschijnlijk meer heeft gekost dan het opleverde.
Door de verbouwing werd het gebouw niet alleen twee keer zo groot als voorheen (van 18,5 bij 20,5 meter naar 18,5 bij 44 meter) ook de oriëntatie van het gebouw werd een kwartslag gedraaid. De architecturale hoofdas lag hierdoor niet langer in de breedte maar in de lengte, waarmee het toneel meer diepte kreeg en de ingang nu recht tegenover de Schouwburgpoort aan de Keizersgracht kwam te liggen. Het brede podium maakte plaats voor een modern schuif-coulissentoneel. Dit hield in dat er nu door middel van verschillende lagen van beweegbare decors, zoals zijschermen, friezen en achterdoeken, een diepteperspectief met een centraal gelegen verdwijnpunt in het podium gecreëerd kon worden. Mogelijk gebeurden de 'changementen' van de decors aan de hand van een systeem van gleuven en karretjes in de toneelvloer. De voorste vier coulissen stonden in schuine hoek van 20° opgesteld om het diepteperspectief te versterken. Enkele maanden voor de heropening werd een bedrag van 1448 uitgegeven voor nieuwe decors, In een inboedelinventaris uit 1688 worden in totaal 13 complete toneeldecors vermeld. Op de decors waren verschillende achtergronden en scènes afgebeeld, die ook nog aangepast konden worden om nog meer variëteit te kunnen bieden. Volgens een anoniem handschrift uit ca. 1745 was er een decor voor een troonzaal, een hof, een huiskamer, een (Italiaanse) straat, een bos, een berg, een tuin, een zee en een kerker.
Naast het decor kregen ook de technische vernieuwingen een hoofdrol toebedeeld. In het toneel werden een aantal nieuwe machines geïnstalleerd die een belangrijke bijdrage leverden aan de verbeeldingswereld van de opgevoerde toneelstukken. Zo waren er machines die stromend water of een waterval konden nabootsen, een machine dat aan de hand van beweegbare onderdelen een wolk voorstelde, verschillende technieken om rook en licht te simuleren, zinkluiken en nieuwe katrollen en kabels voor vliegwerk. Overigens kon er in de eerste Schouwburg al op beperkte wijze gebruik worden gemaakt van vliegwerk, ook zaten er al twee zinkluiken in de toneelvloer ingebouwd. Een toneelboog, een zogenaamde prosceniumboog, scheidde tot slot de zaal en het podium.
Net als de eerste Schouwburg werd de zaal ingedeeld naar sociale klasse. Er waren staanplaatsen achter in de zaal, plaatsen in de voorbak achter de orkestbak, banken op de twee hoog gelegen galerijen en 21 van elkaar gescheiden loges. In tegenstelling tot het oude podium konden nu alleen de centraal gelegen plaatsen, waaronder een speciaal aangebouwde regentenloge, de geïntendeerde functie van het podium volwaardig aanschouwen. De plaatsen aan de zijkanten hadden nu een vertekend zicht op het podium, waarbij men in sommige gevallen achter de opgestelde decors kon kijken en zo de intentie van het diepteperspectief gedeeltelijk wegviel. Voor de gemiddelde bezoeker heeft het waarschijnlijk niet veel uitgemaakt. Door de moderne technieken en de grote verscheidenheid aan decors kon de Schouwburg nu spectaculaire voorstellingen geven.

## Afbeeldingen decors 1760 - 1772

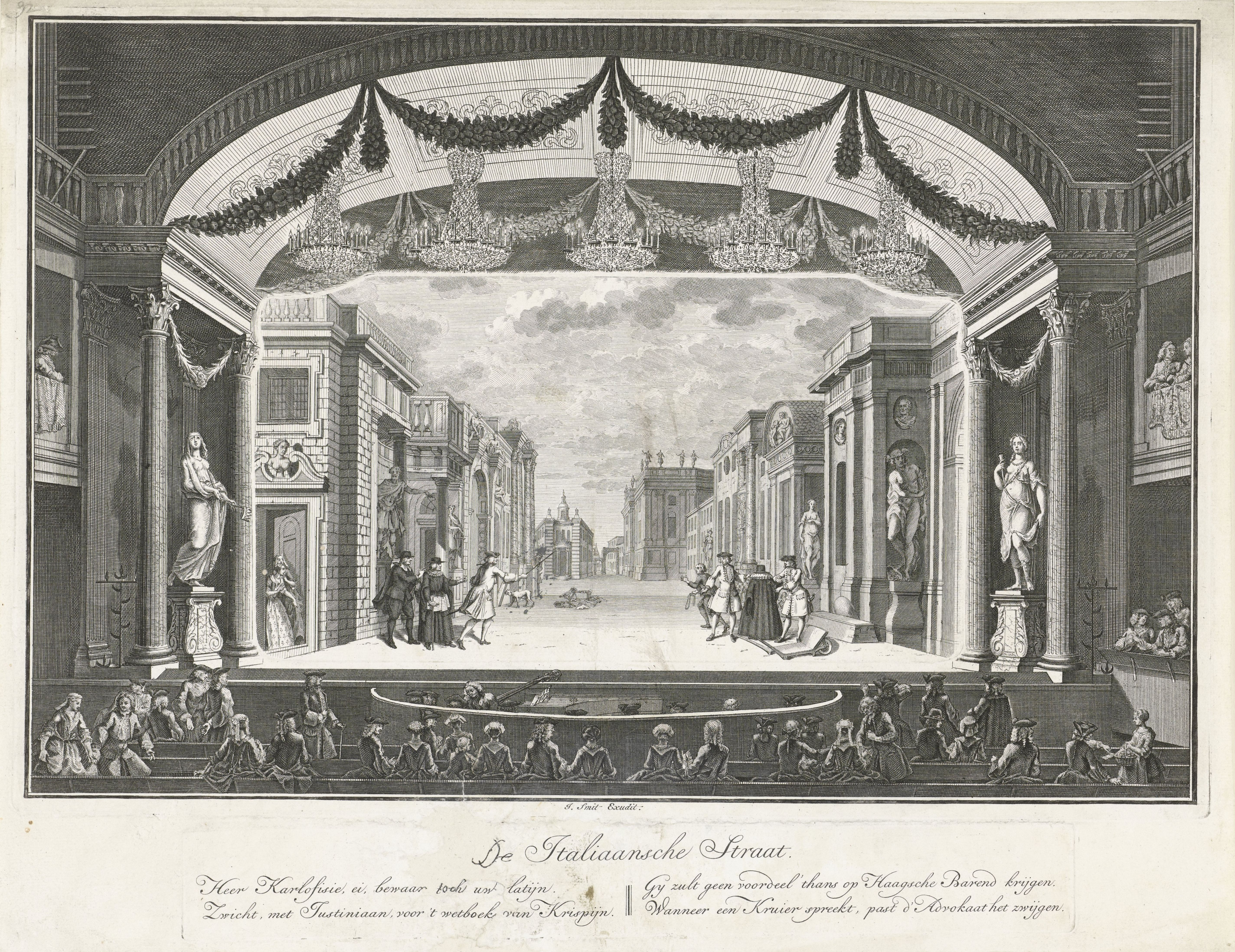
Toneeldecor De Italiaansche Straat
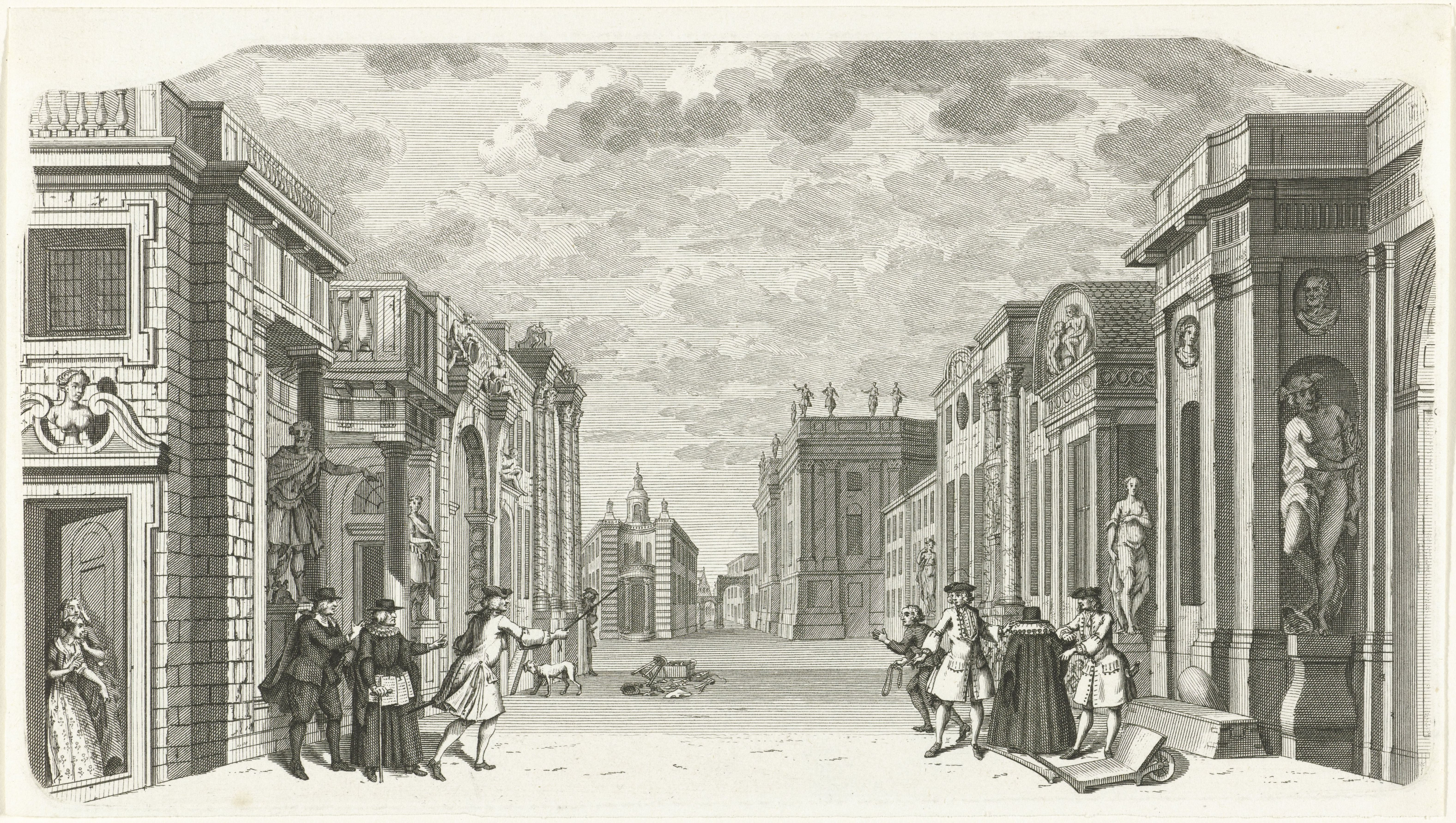
Toneeldecor De Italiaansche Straat
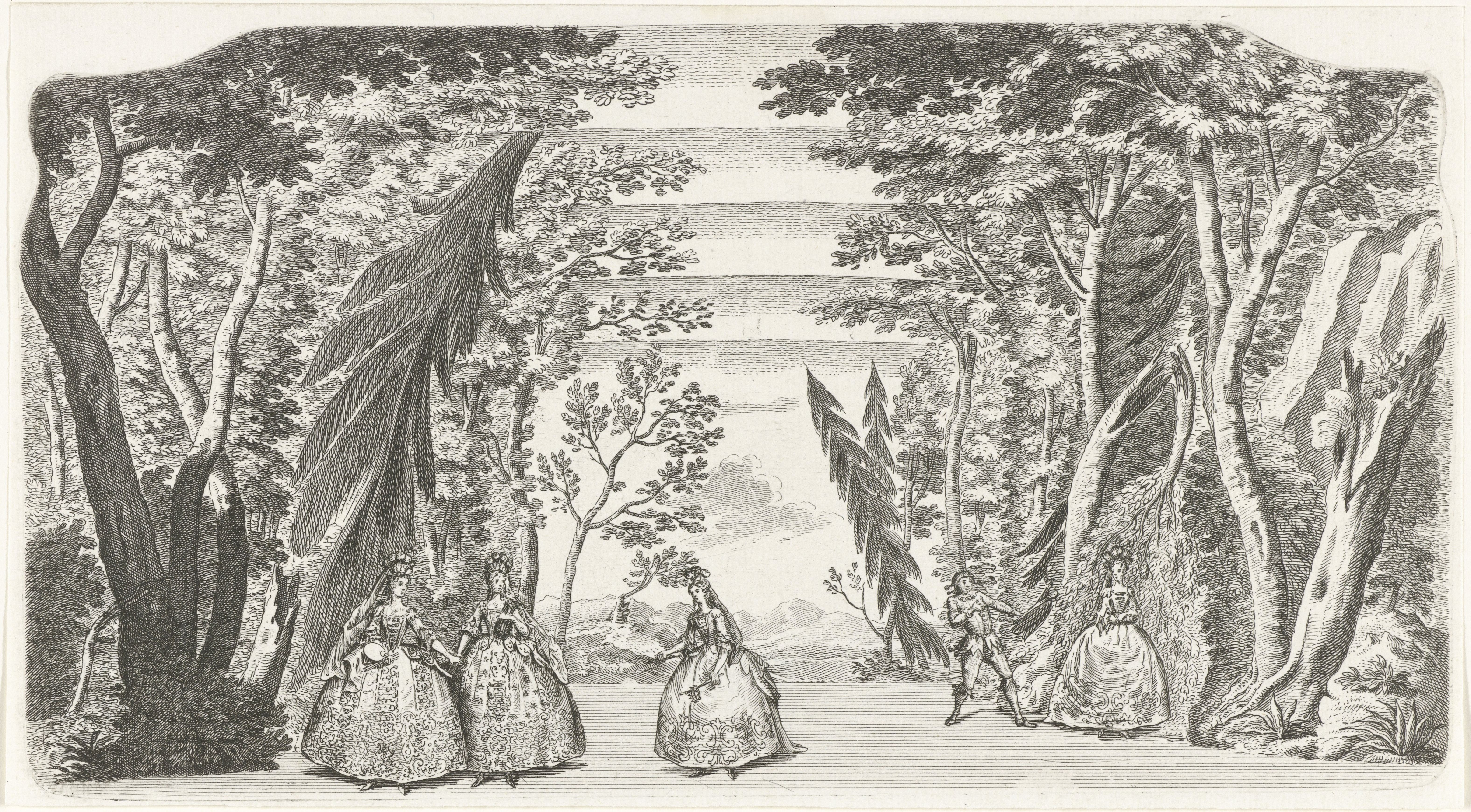
Toneeldecor Het Bosch, 1760
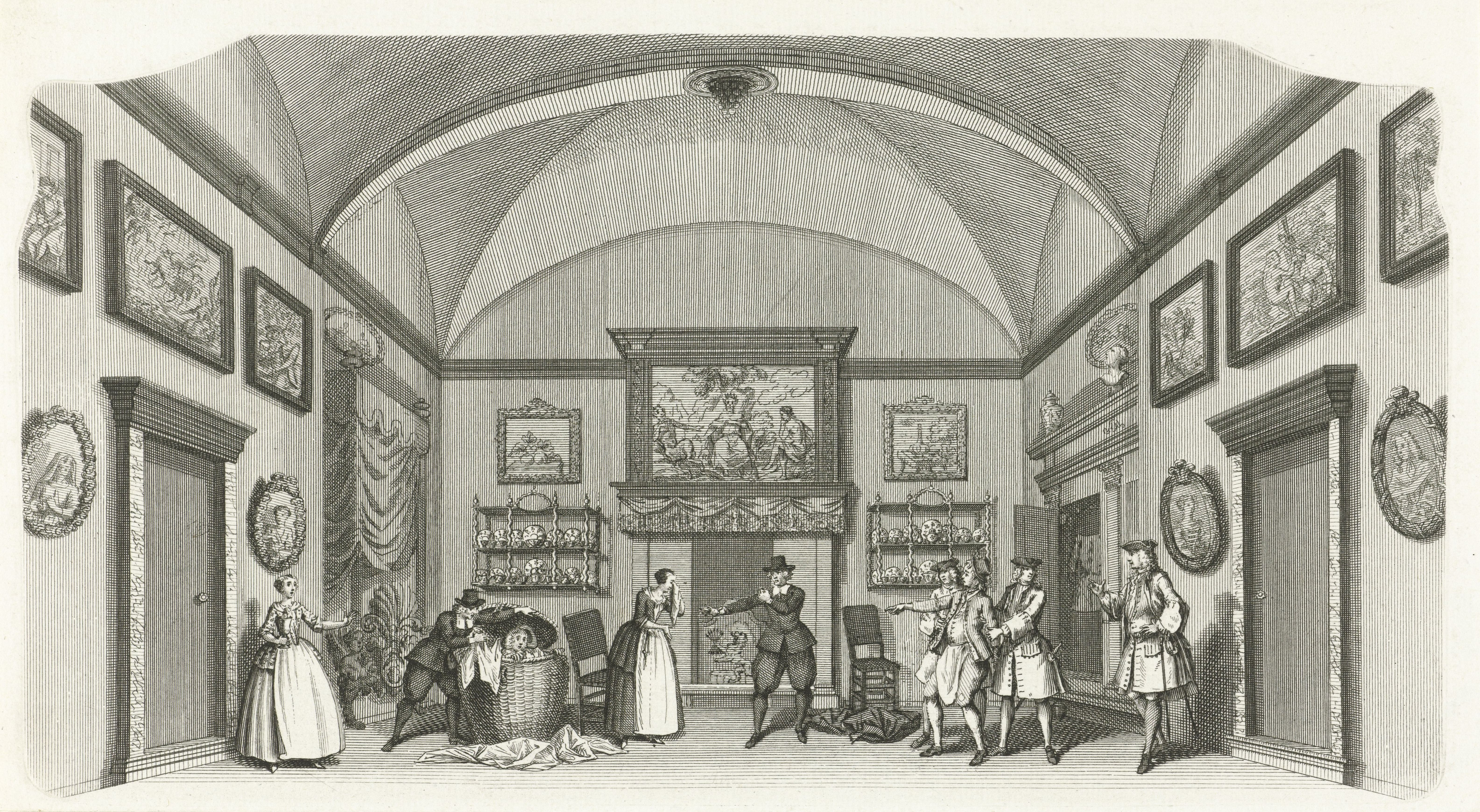
Toneeldecor De Gestoffeerde Kamer
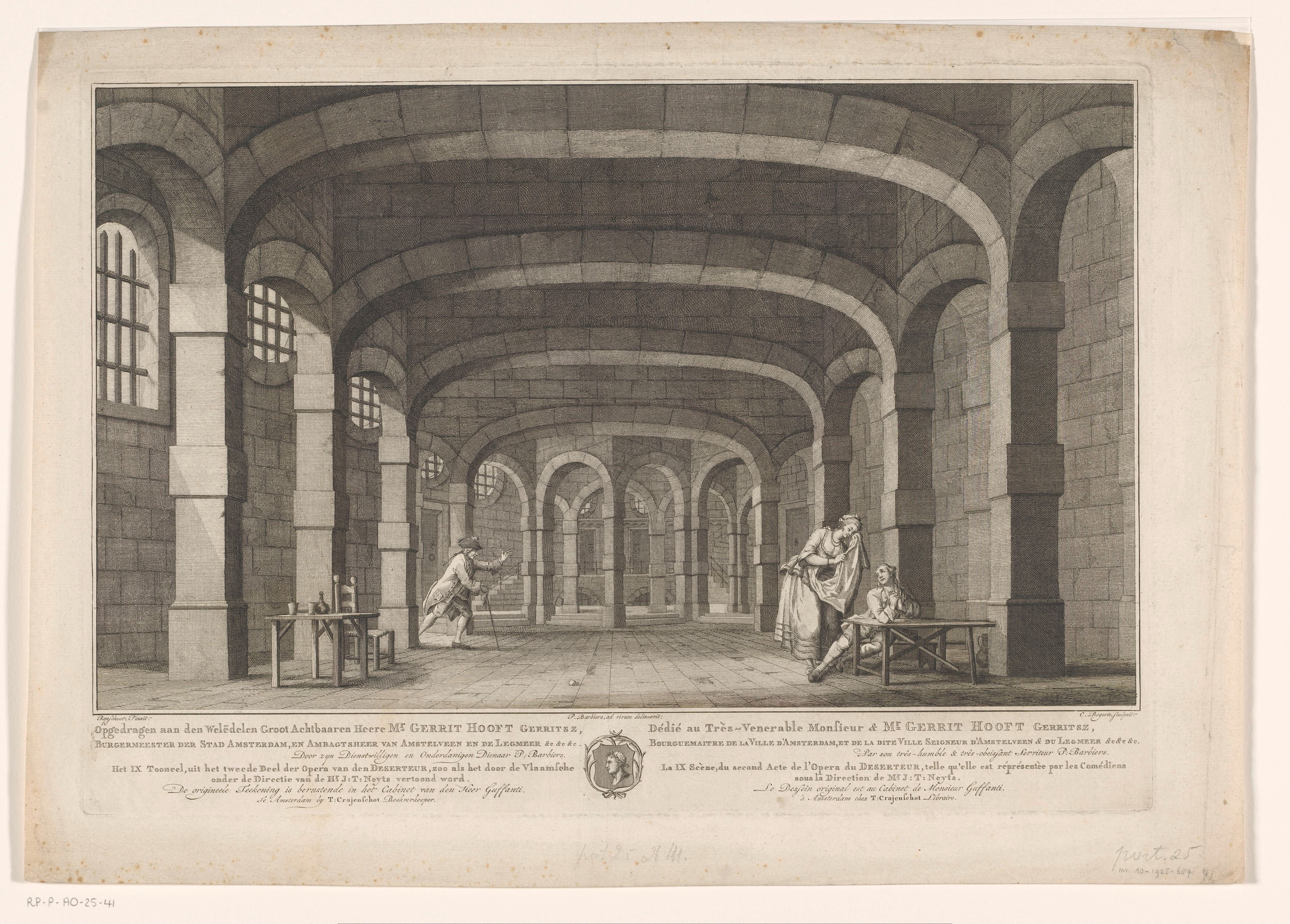
Scène uit de opera De Deserteur, 1772
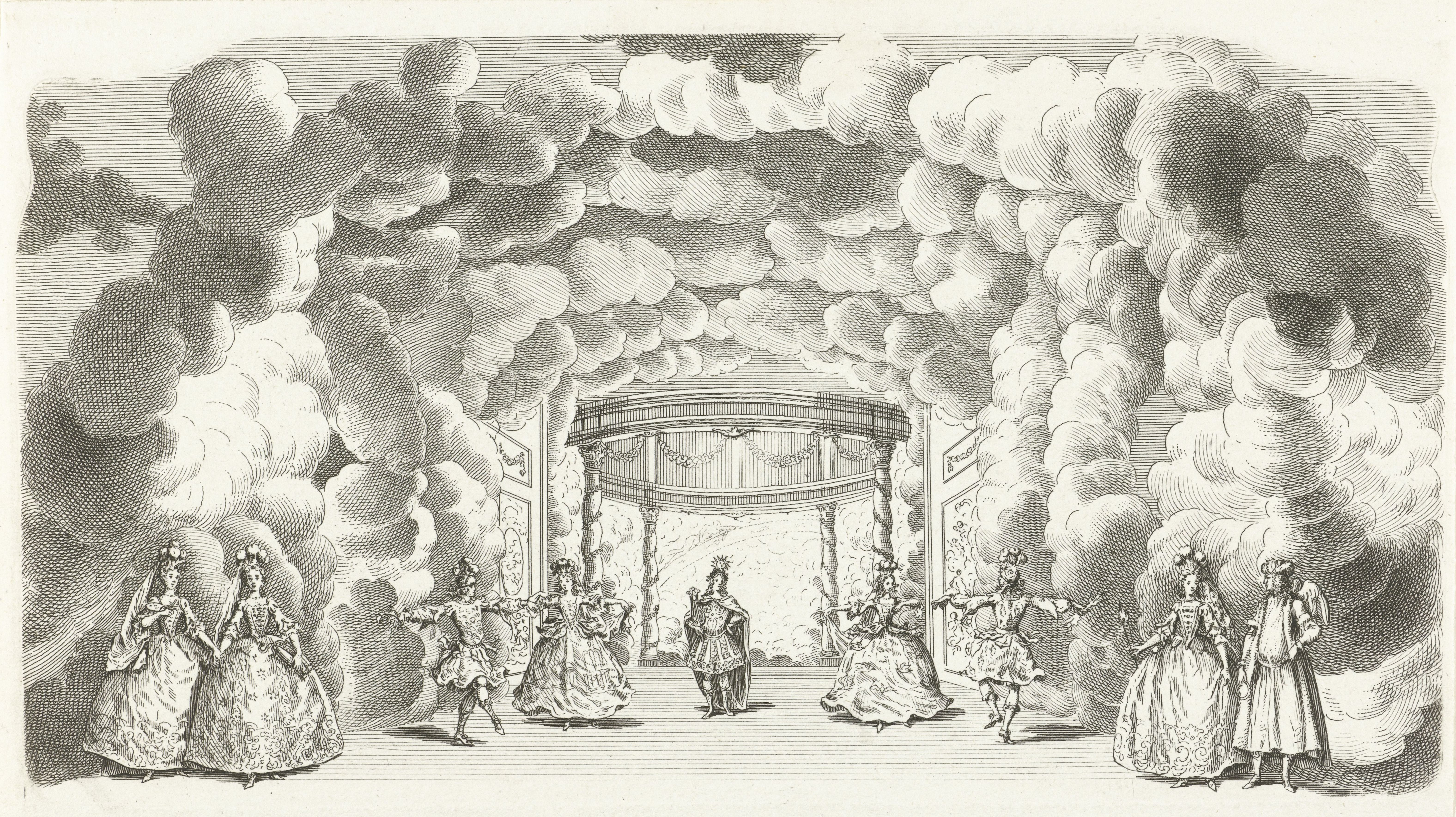
Toneeldecor Zonnehof
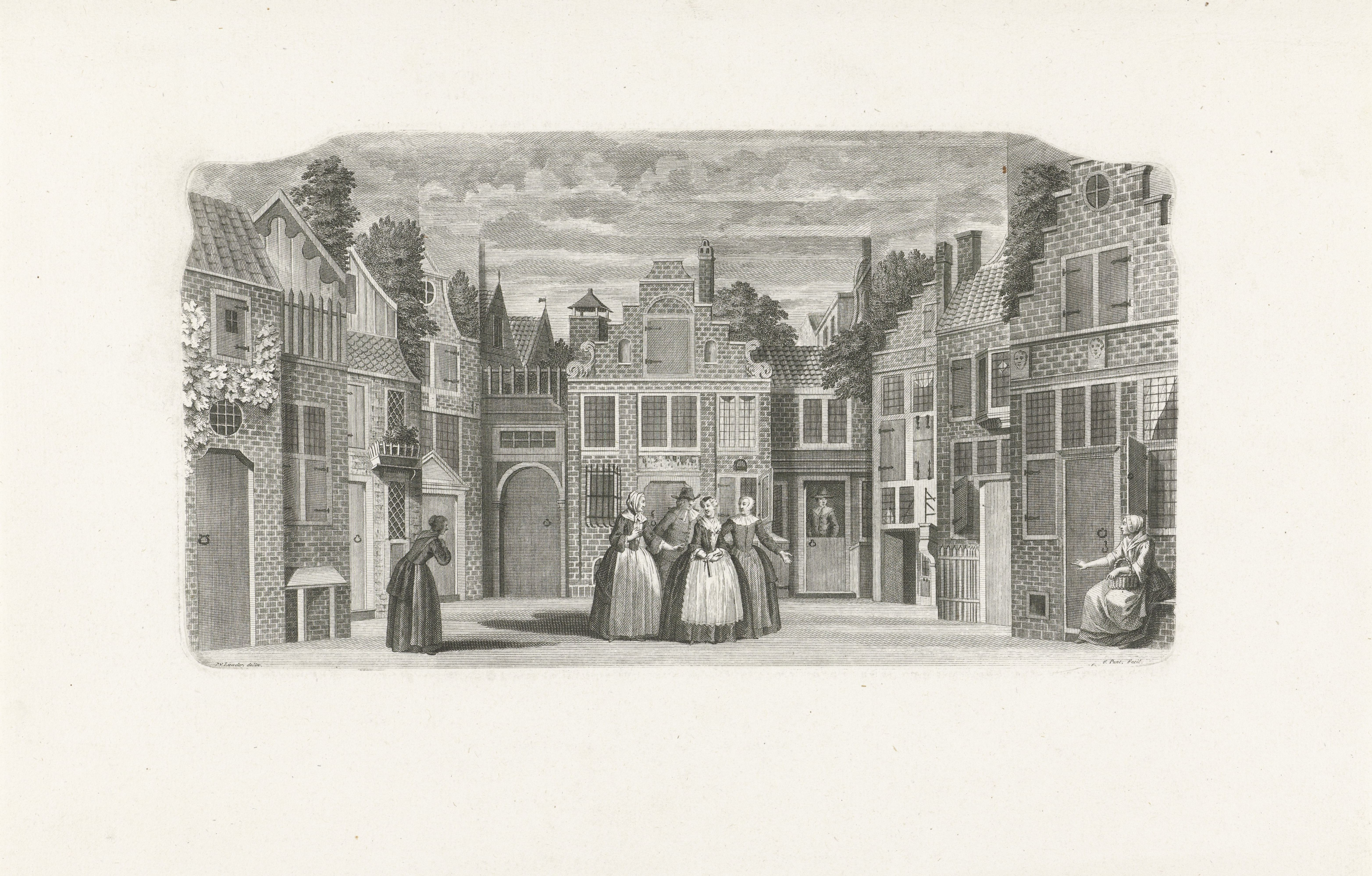
Toneeldecor De Gemeene Buurt
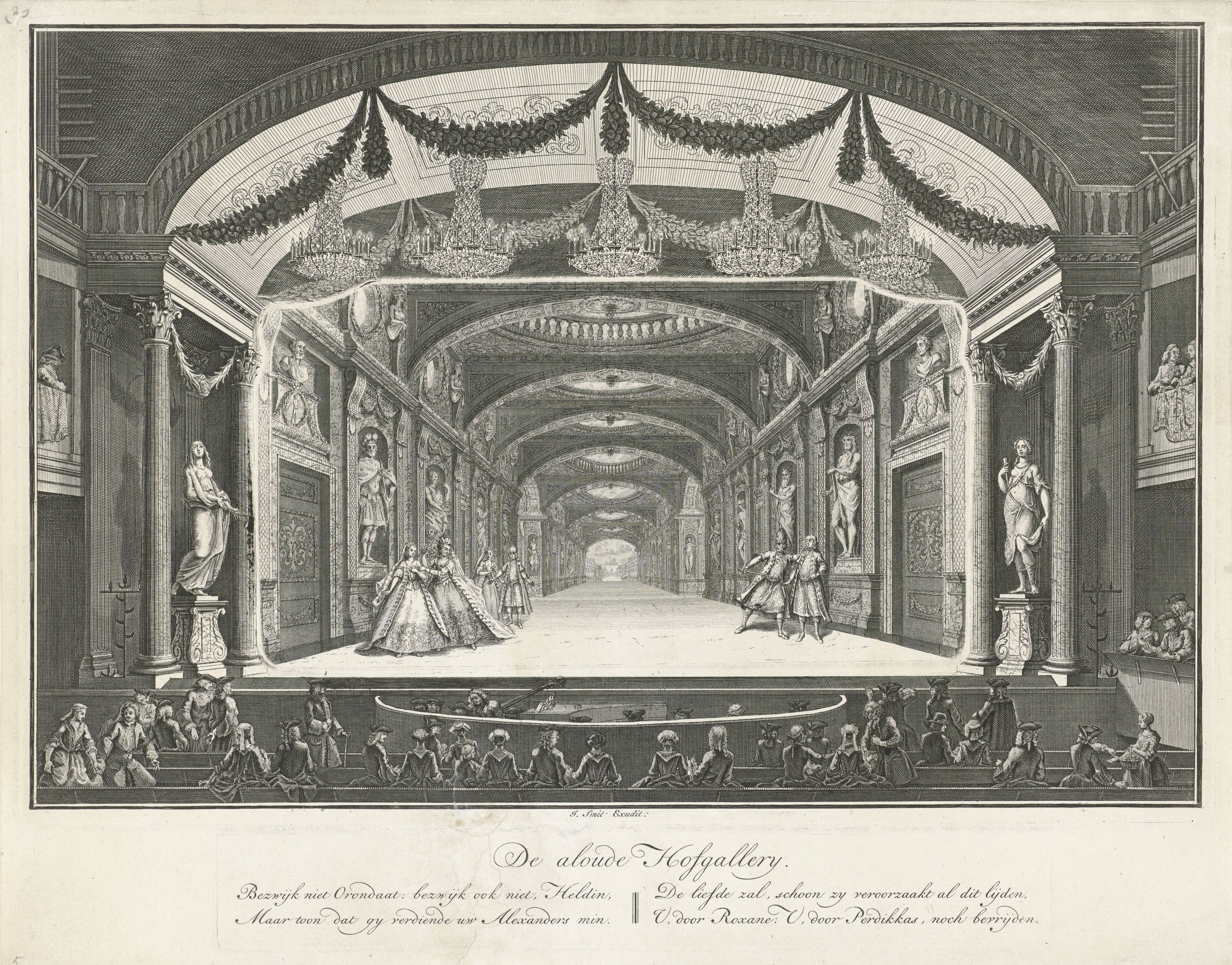
Toneeldecor De aloude Hofgallery

## De ‘nieuwe’ Schouwburg
Op 26 mei 1665 werd het nieuwe gebouw feestelijk ingewijd met de speciale voorstelling van Jan Vos' ‘Inwyding van de schouburg t’Amsterdam’. Vos had dit stuk speciaal geschreven om alle technische mogelijkheden van de decors en toneelmachines in hoog tempo aan de toeschouwers te demonstreren. Slechts negen voorstellingen later werd op 23 juni de schouwburg op bevel van het stadsbestuur gesloten, pas in februari van het volgende jaar werd het weer heropend. Vermoedelijk had dit vooral te maken met het uitbreken van de Tweede Engels-Nederlandse Oorlog. Naast de grote visueel aantrekkelijke spektakelstukken van het eigen theatergezelschap, zoals bijvoorbeeld Vos' Medea (ca. 1667) en Vondels' Gijsbrecht van Aemstel (1639), begon ook het dichtgenootschap Nil Volentibus Arduum stukken in de Frans-Classicistische traditie op te voeren.
De nieuwe Schouwburg zou ruim een eeuw dienen als hét theater van Amsterdam. Afgezien van een aanzienlijke verbouwing van de zaal in 1769 zou het gebouw onveranderd blijven.

## Brand van de Amsterdamse Schouwburg 1772
Op maandag 11 mei 1772 trad er, in het kader van de zomerprogrammering, een Frans gezelschap op met een voorstelling van De Deserteur, een komische opera. Tijdens een kerkerscene werden de smeerkokers, die het toneel verlichtten, gedeeltelijk afgedekt. Daardoor brak brand uit, waarna 
de Schouwburg vrijwel helemaal afbrandde. Alleen de poort bleef gespaard. De brand was zo intens dat men naar het schijnt zelfs in Utrecht, Den Haag en Texel het licht van het vuur kon aanschouwen. Er vielen 18 doden. Onder de doden viel ook stadsarchitect Cornelis Rauws te betreuren, die voor de verbouwing drie jaar eerder verantwoordelijk was geweest. De brand werd door verschillende graveurs vastgelegd in prentenvorm. Na de brand werd het perseel verkocht aan het R.K Oude Armen Kantoor.
Twee jaar later werd een nieuwe schouwburg bij de Leidsepoort ingebruik genomen: Schouwburg van De Witte.

## Afbeeldingen brand 1772

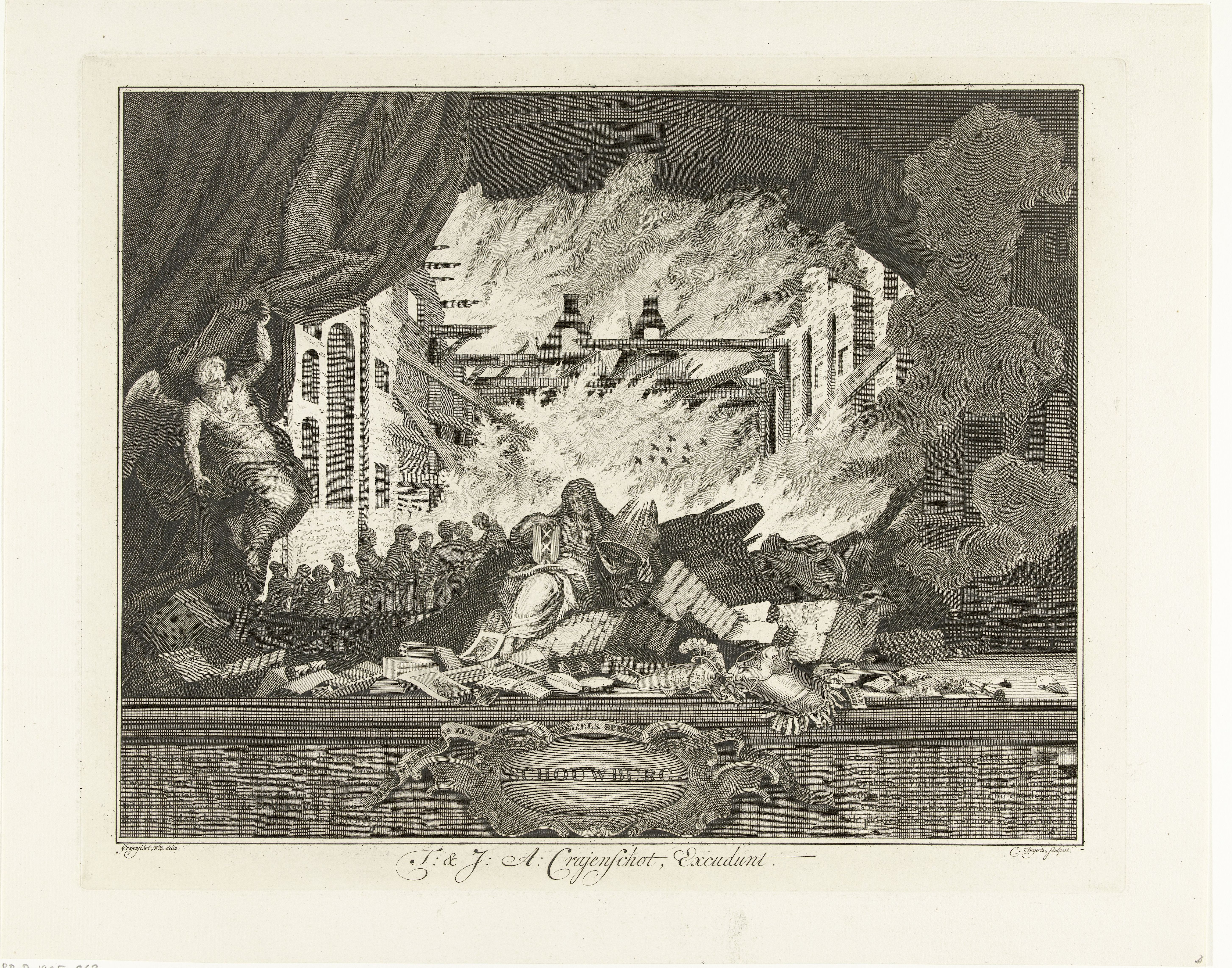
Allegorie op de brand in de Amsterdamse Schouwburg
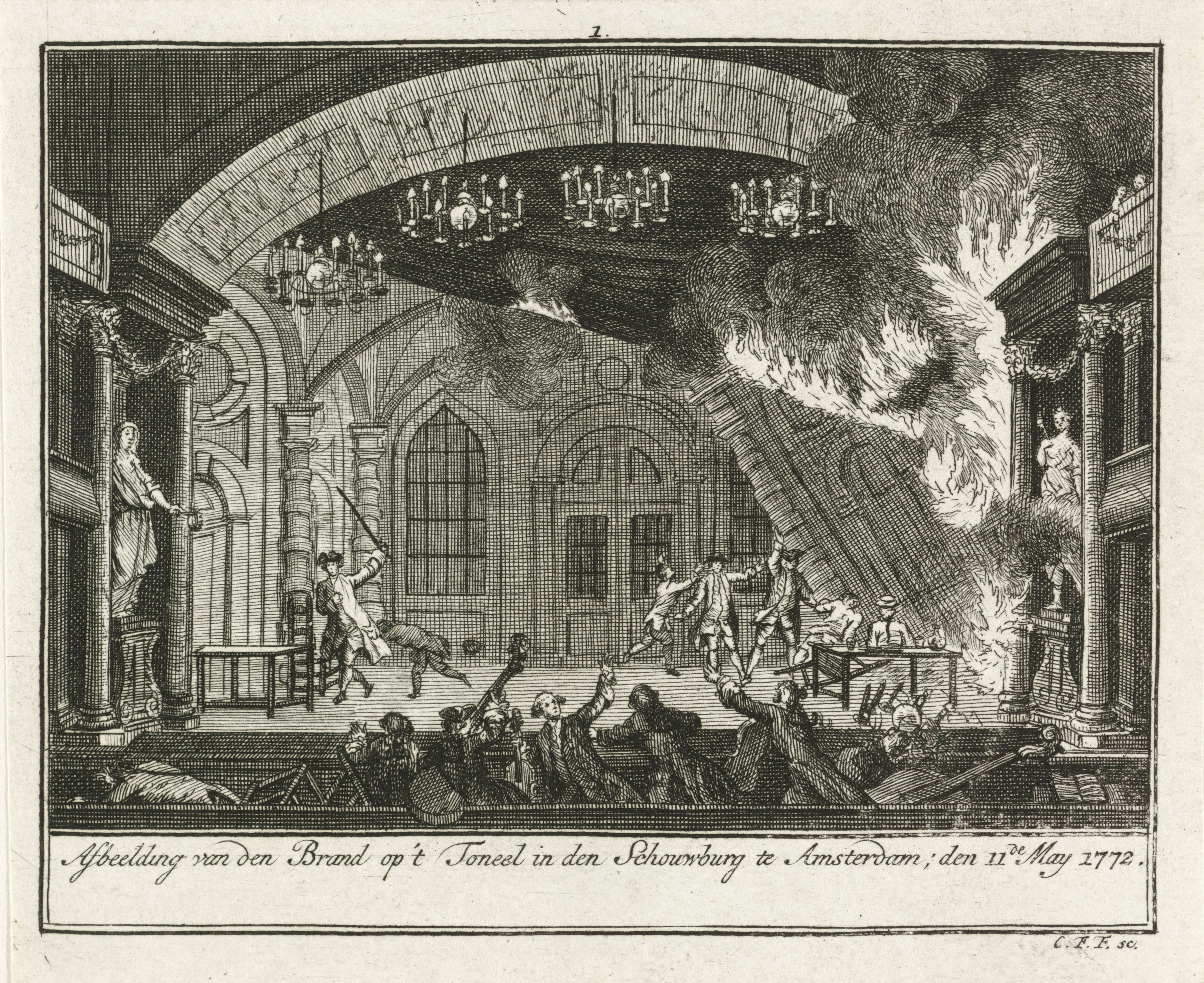
Brand op 't Toneel in de Amsterdamse Schouwburg, Maandag 11 Mei 1772
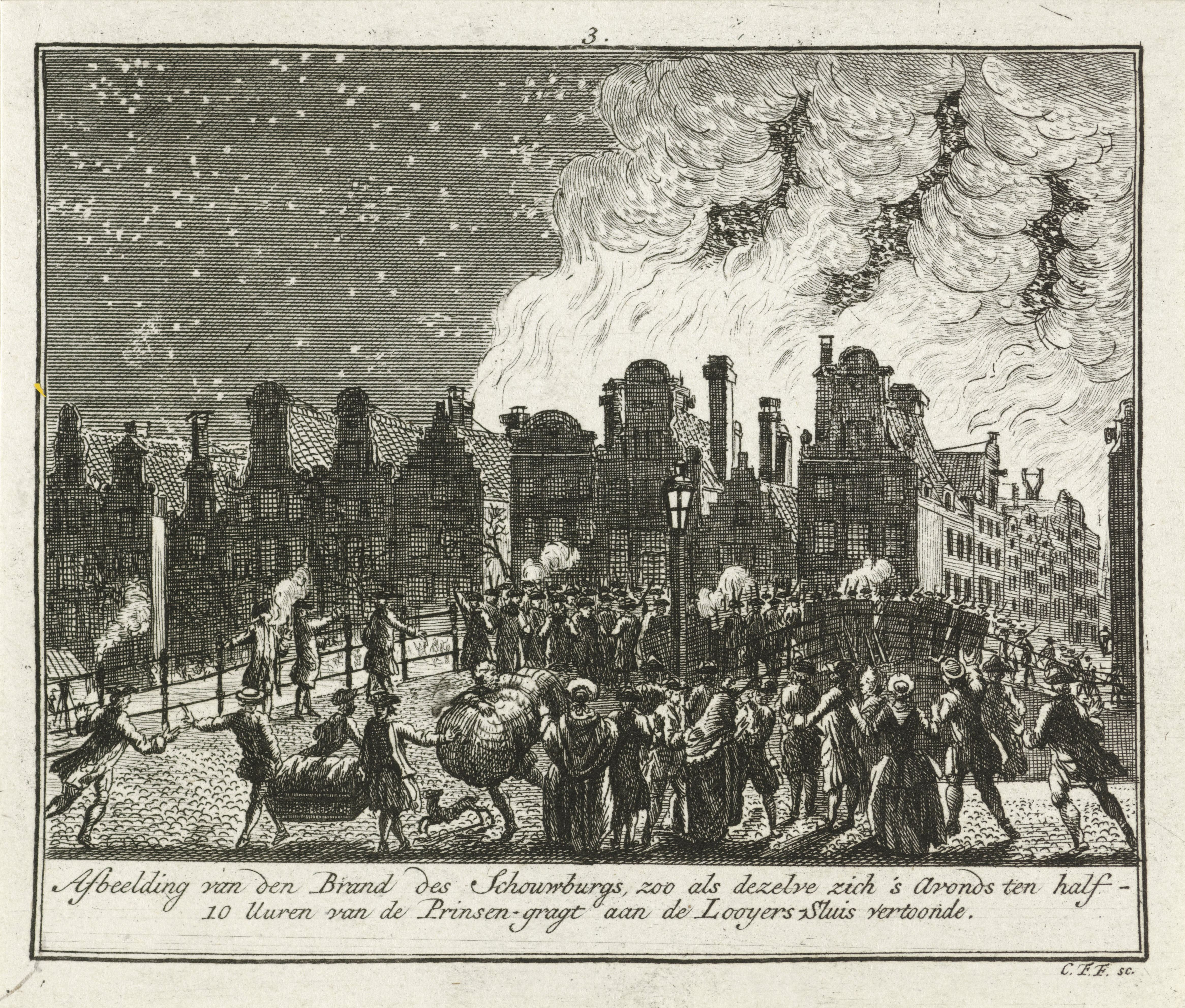
Brand van de Amsterdamse Schouwburg gezien vanaf de Prinsengracht
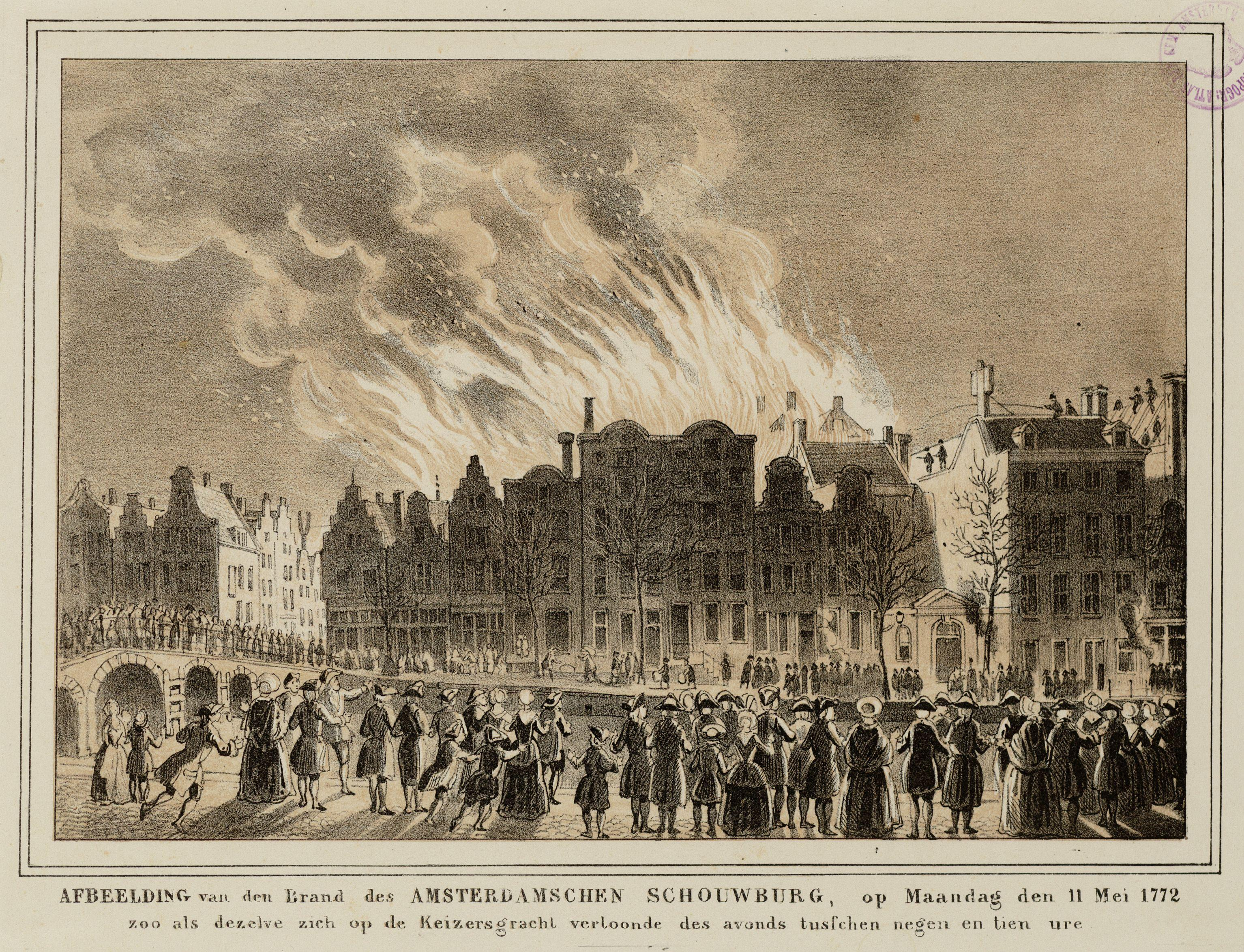
Maandag 11 Mei 1772 vanaf Keizersgracht, tussen negen en tien 's avonds
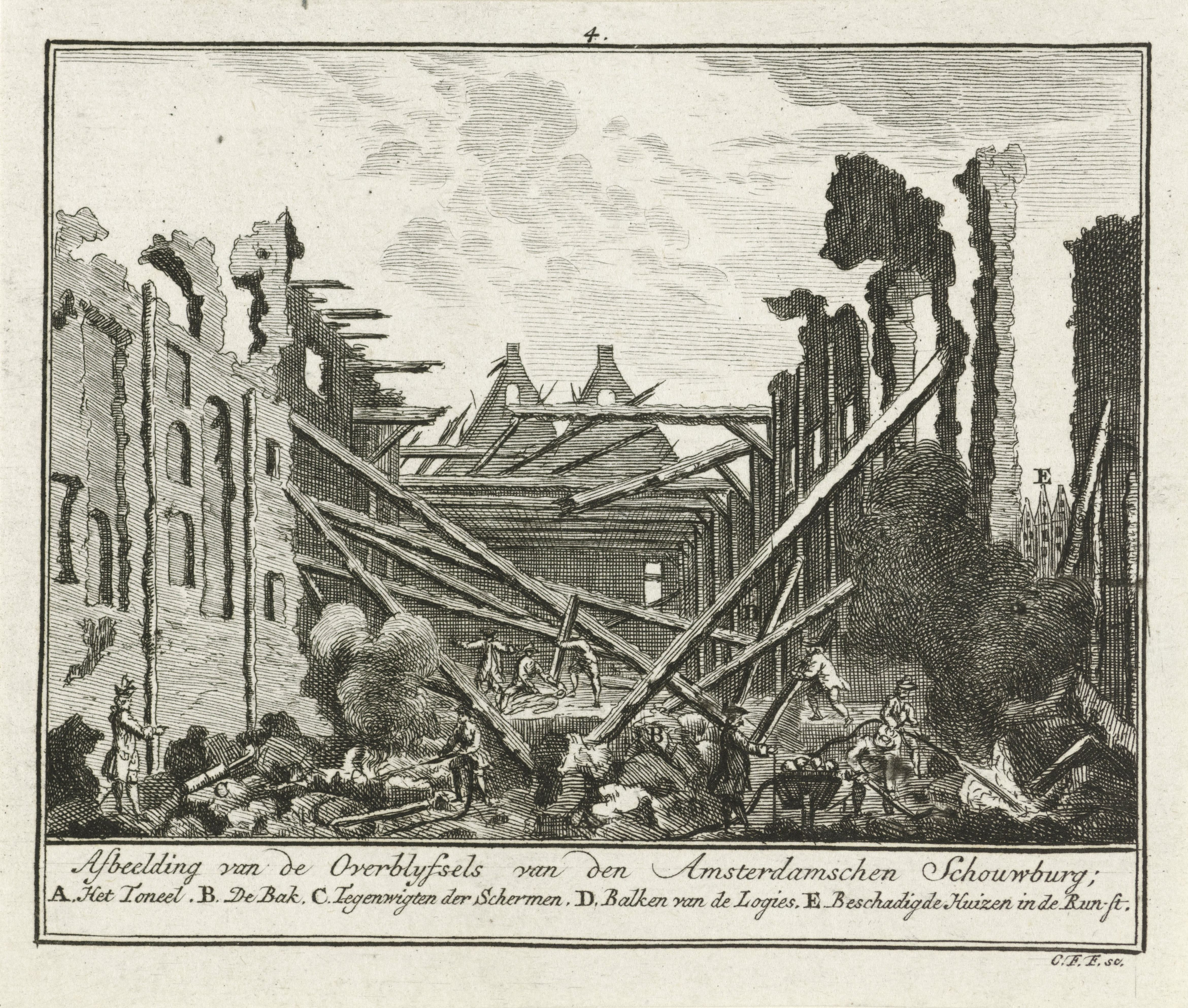
Ruïne van de Amsterdamse Schouwburg, 1772